# Acanthopsilus zangherii
Acanthopsilus zangherii is een vliesvleugelig insect uit de familie van de Diapriidae. De wetenschappelijke naam van de soort is voor het eerst geldig gepubliceerd in 1959 door Szabó.